# 樋口正峻
樋口 正峻（ひぐち まさとし、
1839年〈天保10年〉8月4日  - 1921年〈大正10年〉12月18日）は、日本の建築技師。
皇居御造営に参加し、その後も内匠寮技師として監査課長をつとめた。1898年（明治31年）より東宮御所御造営局御用掛を兼任。監材課長をつとめ、1906年（明治39年）に退官した。菩提寺は千駄ヶ谷の瑞円寺で、1906年には同寺の本堂を再建している。